# 리소르지멘토
리소르지멘토(이탈리아어: il Risorgimento)는  19세기의 정치적, 사회적 운동으로, 1861년에 이탈리아반도와 주변 섬들의 여러 국가를 단일 국가인 이탈리아 왕국으로 통합하는 결과를 가져왔다. 이 운동은 1820년대와 1830년대에 빈 회의의 결과에 반대하여 일어난 반란들에서 영감을 받았으며, 1848년 혁명에 의해 촉진되었고, 1871년 로마가 이탈리아 왕국의 수도로 지정됨으로써 완성되었다.
1871년 이후에도 많은 이탈리아어를 사용하는 민족 집단(트렌티노알토아디제의 이탈리아인, 이스트리아반도의 이탈리아인, 달마티아의 이탈리아인 등)이 이탈리아 왕국의 국경 밖에 남아 있었고, 이는 이탈리아 민족통합주의의 씨앗을 심었다. 이탈리아 통일과 외세로부터의 해방을 위한 투쟁에서 중요한 역할을 한 인물로는 사르데냐 국왕 비토리오 에마누엘레 2세, 카보우르 백작, 주세페 가리발디, 주세페 마치니 등이 있다.
통일 과정의 일부로 예상되었던 몇몇 주들(테르레 이레덴테)은 제1차 세계 대전에서 이탈리아가 오스트리아-헝가리를 물리친 후 1920년 라팔로 조약 체결 이후에야 이탈리아 왕국에 합류했다. 일부 역사학자들은 리소르지멘토가 그 시기까지 계속되었다고 보며, 이는 로마의 비토리오 에마누엘레 2세 기념관에 있는 리소르지멘토 중앙 박물관에서 제시된 관점이기도 하다.

## 초기의 혁명 활동 (1820-1830)

### 카르보나리당의 반란 (1820-1821)
1814년에 카르보나리당이 혁명 운동을 조직하기 시작하였다.

#### 양시칠리아 왕국의 소요
1820년, 스페인인들은 헌법과 관련된 분쟁을 둘러싼 반란을 성공적으로 일으켰다. 그런데 그것은 이탈리아에서 비슷한 운동의 발생에 영향을 줬다. 스페인들의 영향을 받아(그들은 1812년에 헌법을 만들었다) 구글리엘모 페페가 지휘하는 양 시칠리아 왕국의 군대 중 한 연대인 카르보나로가 양 시칠리아의 반도 지역을 정복하면서 반란을 일으켰다. 국왕 페르디난도 1세는 새로운 헌법 제정에 동의했다. 그러나 혁명세력은 대중의 지지를 얻는 데 실패했고, 신성 동맹의 오스트리아 군대에 패하고 말았다. 페르디난도 1세는 헌법을 폐지했고 조직적으로 알려진 혁명세력을 박해하기 시작했다. 시칠리아에서 학자 미카엘 아마리를 포함한 많은 혁명 지지자들은 그 후 수십년 동안 강제 추방당해야 했다.

#### 피에몬테의 소요
1821년에 일어난 피에몬테 혁명 운동의 지도자는 오스트리아의 영향력을 없애고 사보이아 왕조의 이탈리아 통일을 바랐던 산토레 디 산타로사였다. 피에몬테의 혁명은 알레산드리아라는 피에몬테의 한 도시에서 삼색기(이탈리아어: il Tricolore)에 녹, 백, 적을 도입한 치살피나 공화국의 군대에서 시작되었다. 카를로 펠리체가 잠시 떠나 있는 동안, 왕의 섭정이었던 카를로 알베르토 왕자는 혁명군을 진정시키기 위해 새로운 헌법을 승인하였다. 하지만 왕이 다시 돌아오자 카를로 펠리체는 새로운 헌법을 부인하고 신성 동맹의 원조를 요청하였다. 디 산타로사의 군대는 오스트리아 군대에 패하고 피에몬테의 반란을 일으켰던 이들은 파리로 달아났다.

### 1830년의 반란
1830년까지 혁명의 기운은 통일된 이탈리아에 대한 찬성으로 재기의 기회를 얻었고, 연속된 반란이 이탈리아반도에 단일 국가의 성립의 토대를 마련해 주었다.
모데나 공국의 프란체스코 4세는 야망이 있는 귀족이었고, 그는 늘어나는 그의 영토만큼 북부 이탈리아의 왕이 되고 싶어 했다. 1826년, 프란체스코는 이탈리아의 통일을 전복시키려는 반대 세력에 대해 대응하지 않겠다고 명확히 하였다. 이 선언에 용기를 얻어, 이 지역에 혁명군이 조직되기 시작하였다.
프랑스의 7월 혁명 동안에, 반란군들은 왕에게 퇴위하고 7월 왕정을 수립하고 새로운 왕인 루이 필리프를 옹립할 것을 강요하였다. 루이 필리프는 치로 메노티와 같은 반란군에게 만약 오스트리아가 이탈리아에 군대로 간섭하려고 하면 그가 중재하겠다고 약속하였다. 루이 필리프는 그의 왕좌를 잃는 것을 두려워하여, 메노티의 계획된 봉기를 방해하지 않았다. 모데나의 대공 프란체스코 4세는 그의 카르보나리당 지지자들을 버리고, 1831년에 메노티와 다른 공모자들을 체포하였다. 그리고 또다시 오스트리아 군대의 도움을 받아 공국을 다시 정복하였다. 메노티는 사형되었고, 모데나에 집중되었던 혁명의 시도는 사라졌다.
이와 동시에, 다른 반란이 교황령 지역인 볼로냐, 포를리, 라벤나, 이몰라, 페라라, 페사로, 우르비노에서 일어났다. 교황의 국기에 삼색기를 도입한 이 성공적인 반란은, 빠르게 교황령의 모든 지역으로 퍼져갔다. 그리고 그들은 새롭게 지역 정부를 임명하고 통일된 이탈리아 국가의 성립을 선언하였다.
모데나와 교황령에서의 반란은 파르마 공국에도 영향을 주어 삼색기가 도입되었다. 파르마의 공작 부인인 마리 루이즈는 정치적인 격변이 있는 동안에 도시를 떠났다.
교황 그레고리오 16세가 반란군을 진압하기 위해 오스트리아에 도움을 요청한 것에 자극을 받아, 폭동이 일어난 주는 "통합된 이탈리아 주"로 합치기로 하였다. 메테르니히는 루이 필리프에게 오스트리아는 이탈리아의 문제를 가만히 놔둘 의도가 없으나, 프랑스의 중재는 묵인해 줄 것이라고 알려주었다. 루이 필리프는 어떠한 군사적인 도움을 비롯하여 프랑스에 살고 있는 이탈리아 애국지사를 체포하는 것까지 하지 못하게 하였다.
1831년의 봄, 오스트리아 군대는 각 주에서 반란군을 궤멸시키면서 천천히 이탈리아반도를 가로지르는 행군을 시작하였다. 이 군사 행동은 독립적인 반란 운동을 하던 이들을 억누르게 하였고, 메노티를 포함하여 많은 급진적인 지도자들이 체포되는 결과를 가져왔다.

## 1848년~1849년의 혁명

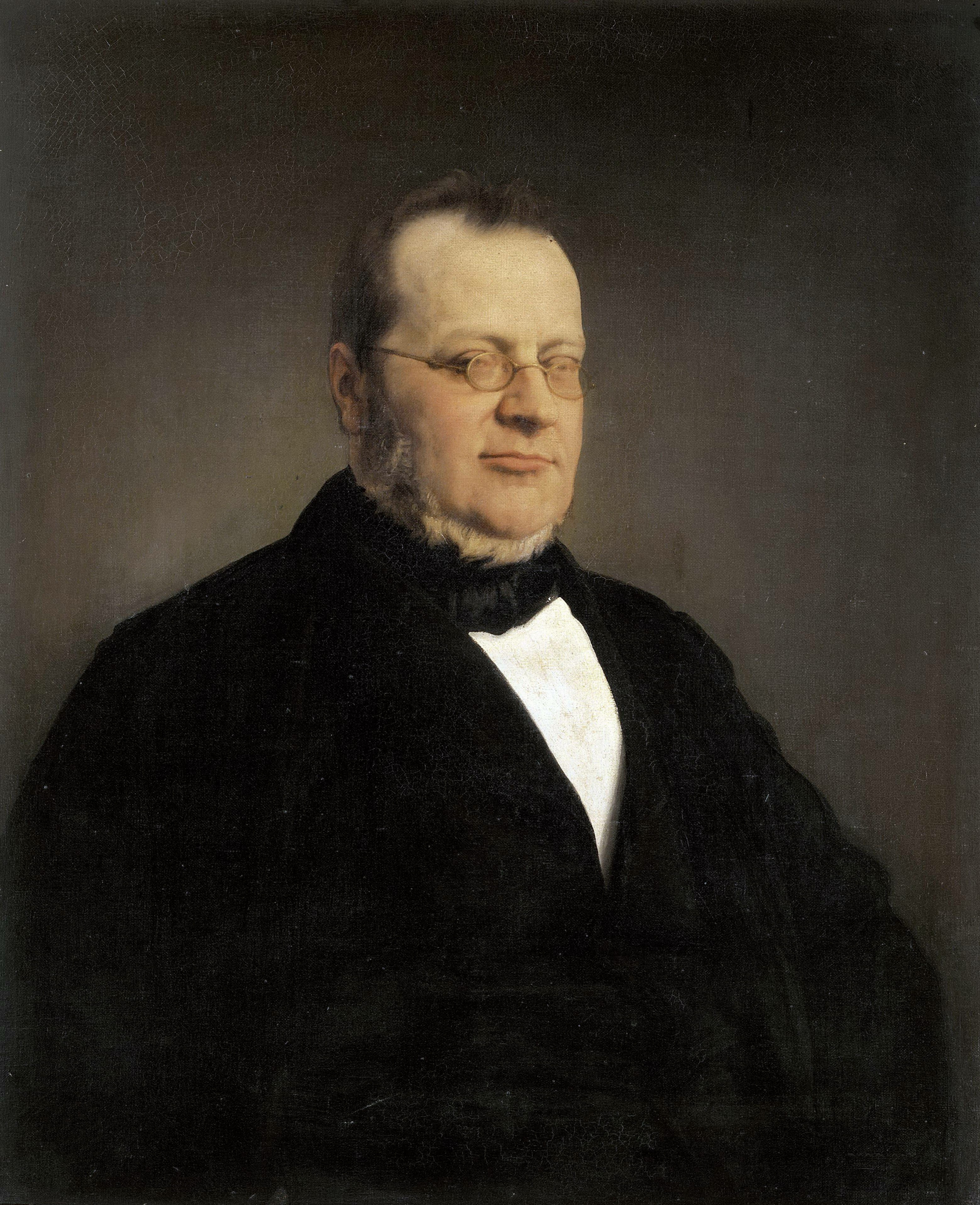
카밀로 카보우르 백작

1848년 1월, 이탈리아 지역의 시민들은 저항을 시작한다. 1월 5일에 롬바르디아 지역에서 오스트리아에 세금 납부를 거부한다는 것을 보여주기 위해 금연을 하거나 복권을 하는 등의 저항 운동을 시작하였다. 이 사건이 있은 직후, 시칠리아에서 페르디난도 2세 국왕에게 헌법 승인과 정치범 석방을 요구하며 반란이 일어났다. 이는 나폴리로도 확산되었고, 나폴리의 자유주의자들은 헌법을 승인해줄 것을 요구하였다. 페르디난도는 1월 29일에 시칠리아섬에서 허용한 것과 동일한 헌법을 나폴리에서도 승인하였다.
같은 해 2월에는 토스카나에서 상대적으로 평화적인 반란이 일어났다. 페르디난도가 헌법을 승인하자, 공화분리주의자들이 정부를 수립하려 하였다. 2월 21일 교황 비오 9세는 교황령에서 헌법을 승인하였는데, 이는 매우 이례적인 일이며, 교황들이 역사적으로 고집스러웠던 점을 감안하면 매우 놀라운 일이다. 2월 23일 프랑스의 루이 필리프가 파리에서 쫓겨나고 공화정부가 수립되었다. 파리에서 혁명이 일어났을 때, 이탈리아에서도 3개의 주에서 헌법이 승인이 된 상태였다.
한편 롬바르디아 지방에서는 긴장이 고조되고 있었고, 결국 3월 18일에 밀라노와 베네치아에서 반란이 일어났다. 밀라노의 반란은 5일 간의 시가전("Cinque giornate di Milano")을 치른 후 오스트리아 주둔군을 몰아내는 데 성공하였다. 라데츠키가 이끄는 오스트리아 군대는 밀라노를 포위하였지만, 대중들의 반군에 대한 지지와 잇따른 배신 때문에 후퇴할 수밖에 없었다. 사르데냐 왕국의 국왕인 카를로 알베르토는 베네치아와 밀라노의 반군들을 지지한다고 밝히고, 전 이탈리아가 연합하여 오스트리아를 몰아낼 때가 왔다고 하였다. 전쟁 초반에는 승리를 거두었으나, 7월 24일 쿠스토차 전투에서 라데츠키가 이끄는 오스트리아 군에 치명적인 패배를 당한다. 얼마 후 휴전 협정이 체결되었고, 라데츠키는 롬바르디아 지방과 베네치아 지방의 통제권을 되찾았으며, 다니엘레 마닌이 공화국 수립을 선포했던 베네치아도 다시 되찾는다.

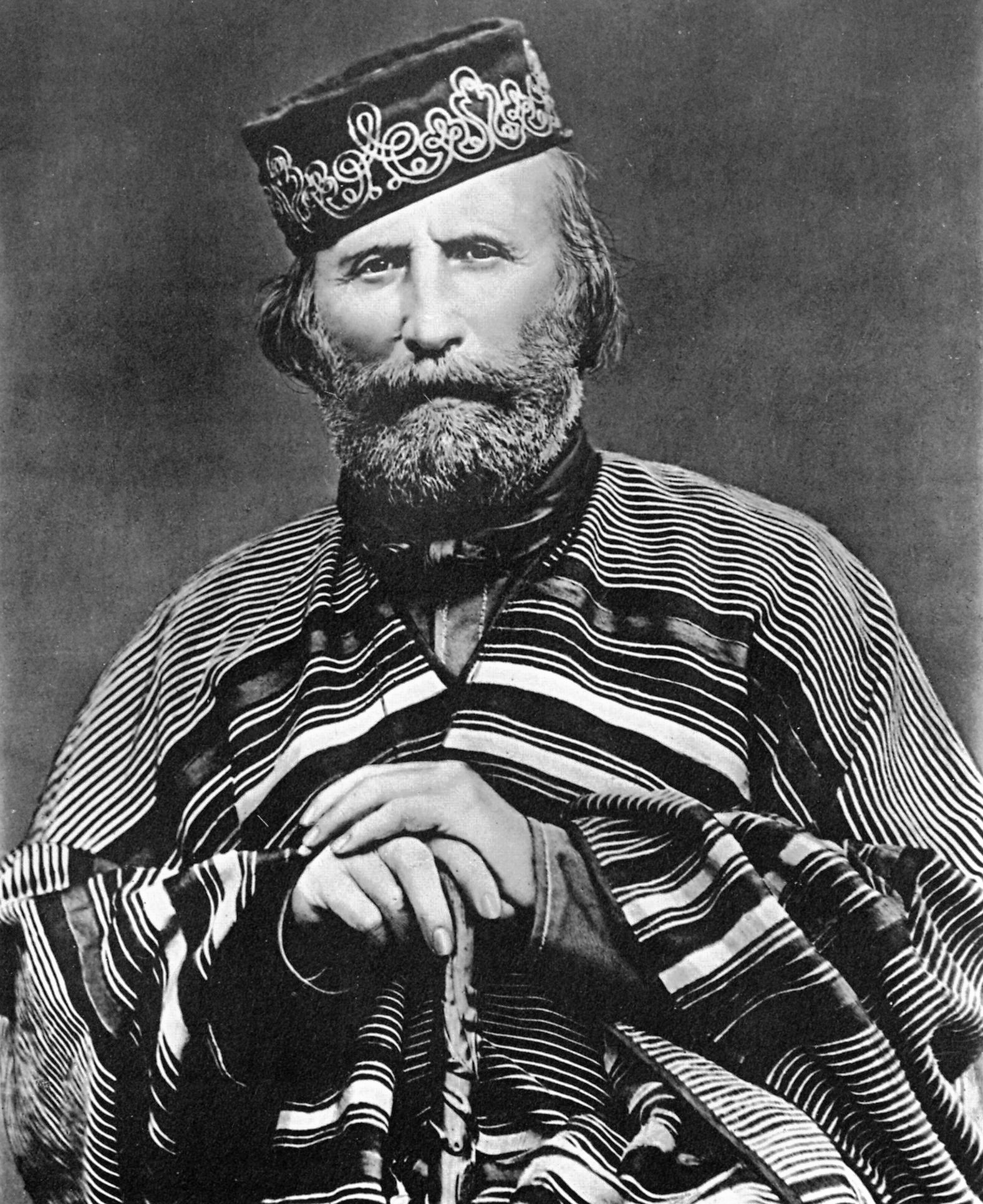
1866년의 주세페 가리발디.

라데츠키는 롬바르디아와 베네치아 지방의 통제를 강화하였으며 카를로 알베르토는 치명적인 타격을 입었다. 이 전쟁은 이탈리아의 다른 지방에도 매우 중요한 변화를 가져온다. 1848년 3월 경에는 마지못해 헌법을 승인했던 군주들이, 입법부와 노골적인 갈등을 빚기 시작하였다. 처음엔 공화주의자들이 우세하여, 비오 9세 등 일부 군주들의 경우 수도로부터 도망쳐야만 했다.
비오 9세는 처음에는 개혁을 할 것으로 보였지만, 입헌국을 못마땅해 했기 때문에 혁명론자들과 갈등을 빚었다. 1848년 11월에 장관이었던 펠레그리노 로시(Pellegrino Rossi)가 암살당하자 비오 9세는 로마에서 탈출하였다. 1849년 초, 로마 공화국을 선포하기 위한 제헌 의회를 구성하기 위해 선거를 실시하였고, 2월 9일에 로마 공화국의 건국을 선포하였다. 3월 초에는 주세페 마치니가 로마에 도착하여 수상에 취임한다.
강대국들이 로마 공화국의 수립에 대응하기 전에, 카를로 알베르토는 오스트리아와의 전쟁을 재개하기로 결정한다. 하지만 1849년 3월 23일에 있었던 노바라 전투에서 라데츠키가 이끄는 오스트리아군에 패배하였고, 카를로 알베르토는 비토리오 에마누엘레 2세에게 왕위를 넘겼다. 당시의 상황으로 보았을 때에 이탈리아의 통일은 좌절된 것처럼 보였다. 전쟁은 공식적으로는 8월 9일에 협정에 조인하면서 끝났으며, 노바라 전투가 벌어진 지 정확히 10년 뒤에 브레시아에서 반란이 발생할 때까지 오스트리아의 통치하에 놓이게 된다.
아직 로마와 베네치아에 공화국 정부가 남아있었으나, 4월에 프랑스 군대가 로마로 파견되었다. 처음에는 교황과의 갈등을 중재하는 듯 했으나, 교황을 복위시키기로 결정한다. 두 달 간의 공성전 이후 로마는 6월 29일에 함락되었었고 교황은 로마로 돌아온다. 가리발디와 마치니는 도망쳤다. 한편, 오스트리아 군은 베네치아를 포위하였고, 베네치아는 8월 24일에 항복한다. 오스트리아는 중부 이탈리아 지방의 통제력을 회복하였고, 독립 혁명은 무참히 실패하였다.

## 이탈리아 국가의 수립

### 1859년의 전쟁과 그 영향

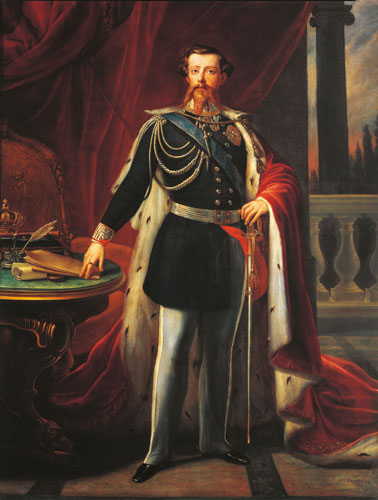
비토리오 에마누엘레 2세

카를로 알베르토가 끔찍한 패배로 인해 왕위에서 쫓겨났지만, 이탈리아의 통일에 대한 열망은 꺼지지 않았다. 1852년에 카밀로 디 카보우르가 사르데냐 왕국의 수상에 취임하였다. 카보우르는 사르데냐 왕국 단독으로 통일을 추진하기에는 왕국의 힘이 충분하지 못하다고 생각하였다. 대신에 영국이나 프랑스를 끌어들여 이탈리아반도에서 오스트리아 세력을 몰아내려 하였다. 프랑스와 영국을 도와 크림 전쟁에 참전하기도 하였지만 결과는 그리 성공적이지 못했다. 사르데냐 왕국은 파리 조약 협상 과정에서 무시당하였다. 한가지 성과가 있다면 오스트리아가 전쟁에서 중립을 지키려고 하다가 외교적으로 고립되었다는 점이다.
1858년 1월 14일, 이탈리아의 국가주의자 펠리체 오르시니(Felice Orsini)가 나폴레옹 3세를 암살하려 시도하였다. 나폴레옹 3세는 젊을적에 카르보나리에 속해있었고 자기 자신을 진보적이라 생각하고 있었다. 이러한 상황에서 시대의 요구에 발맞춰 이탈리아에 도움을 줄 운명이라 생각하기 시작하였다. 1858년 여름에 카보우르는 나폴레옹 3세를 방문하였다. 카보우르와 나폴레옹 3세는 공동으로 오스트리아를 치기로 합의하였다. 사르데냐 왕국이 오스트리아의 지배지역(롬바르디아 지방, 베네치아 지방)을 얻는 대신, 프랑스는 사르데냐 왕국으로부터 니차(Nizza 현 프랑스 니스)와 사보이아를 할양받기로 하였다. 이 협정에서 이탈리아의 중남부 지방에 대해선 다루지 않았는데, 그 이유는 나폴레옹 3세가 토스카나의 합스부르크 가문을 몰아내고 그 자리에 자신의 사촌을 앉히고 싶어했기 때문이었다. 카보우르는 프랑스의 협력을 이끌어내기 위해 롬바르디아 지역의 혁명 운동을 부추겨 오스트리아가 군사를 일으킬 수밖에 없는 상황을 만들려 했다.
초반에는 카보우르의 계획이 잘 진행되지 않았다. 오스트리아인들은 프랑스와 사르데냐 왕국의 비밀 협정을 몰랐기 때문에 처음에 예상했던 것과는 달리 오랜 기간 별다른 움직임을 보이지 않았다. 결국 1859년 3월에 사르데냐 왕국은 당초의 계획을 포기하고 동원령을 선포하였다. 오스트리아가 쳐들어오지 않아 프랑스의 지원을 받을 수 없는 상황이었지만, 카보우르는 위험을 감수하고 전쟁을 할 수밖에 없었다. 오스트리아는 사르데냐 왕국을 얕보고 군대를 해산할 것을 요구했지만, 사르데냐 왕국은 이를 단호하게 거절한다. 이를 구실로 전쟁에 프랑스가 개입하게 된다. 전쟁은 매우 빨리 끝났다. 오스트리아는 나폴레옹 3세가 이끄는 프랑스군이 도착하기 전에 알프스산맥의 주요 도로를 점거하는 데 실패하였다. 6월 4일에 벌어진 마젠타 전투에서 프랑스와 사르데냐 연합군은 오스트리아에 승리를 거두었고, 롬바르디아에서 오스트리아군을 몰아내었다. 나폴레옹 3세와 비토리오 에마누엘레 2세는 밀라노에 입성하였다. 6월 24일 솔페리노 전투가 벌어졌고, 오스트리아의 황제인 프란츠 요제프 1세가 직접 출정하였지만 프랑스는 다시 승리를 거둔다.
이러한 시점에서 나폴레옹 3세는 평화협정을 맺으려 했다. 그 이유는 여러가지가 있는데, 베네치아를 무력으로 점령하려면 많은 손실을 감수해야했고, 본국을 비운 지 오래되었을 뿐만 아니라, 프로이센이 개입 하려한다는 소식을 들었기 때문이다. 또한 예상보다 사르데냐 왕국의 힘이 강했던 것도 한 원인이었다. 나폴레옹 3세는 7월 11일에 프란츠 요제프와 빌라프란카(Villafranca)에서 비밀리에 만났다. 오스트리아가 베네치아 지방을 계속 차지하는 대신, 프랑스는 롬바르디아주를 차지하는 조건으로 휴전협정을 맺었다. 또한 중부 이탈리아에서 오스트리아에 의해 쫓겨난 통치자들을 복권시키기로 하였다. 하지만 이 조약을 맺었기 때문에 사르데냐 왕국과의 협정을 어긴 것이 되어, 니차와 사보이아의 양도는 취소되었다.
사르데냐 왕국은 프랑스의 배신에 격분하였고, 카보우르는 수상직을 사임하였으며 비토리오 에마누엘레 2세는 빌라프란카 조약을 묵인할 수밖에 없었다. 하지만 빌라프란카 조약은 11월에 사르데냐 왕국과 오스트리아 사이에 맺어진 취리히 조약으로 인해 휴지조각이 된다. 사르데냐 왕국의 군대는 중부 이탈리아에 군대와 관리들을 파견하였다. 하지만 프랑스는 이를 막으려는 움직임을 보이지 않았고, 오스트리아는 이를 막을만한 여력이 없었다. 12월에 토스카나, 파르마, 모데나, 볼로냐, 페라라 등이 연합하여 "중앙이탈리아 연방"(United Provinces of Central Italy)을 구성하였고, 곧 사르데냐 왕국에 합병된다.
카보우르는 1860년 1월에 다시 수상직에 올랐고, 프랑스와 합병의 인정에 대한 협정을 맺는다. 나폴레옹 3세는 합병을 인정하는 대가로 니차와 사보이아를 할양받는 조건으로 동의하였다. 1860년 3월 20일, 토리노 조약이 체결되면서 해당 지역의 합병이 완료되었고 사르데냐 왕국은 북부와 중부 이탈리아의 대부분을 차지하였다.

### 1천 명의 원정대

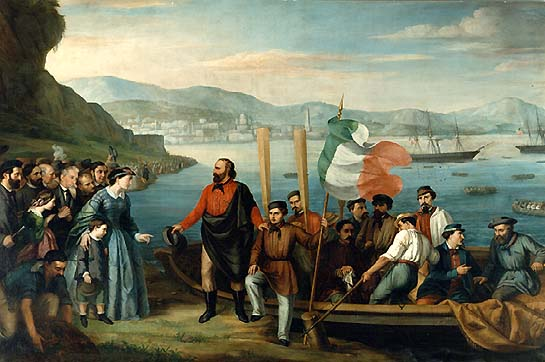
천명의 군대를 이끌고 시칠리아섬으로 출발하려는 가리발디

1860년 봄에는 네개의 세력만 남게 된다. 오스트리아는 여전히 베네치아를 통치하고 있었고, 나머지 지역은 교황령, 사르데냐 왕국, 양시칠리아 왕국이 각각 지배하고 있었다.
양시칠리아 왕국의 프란체스코 2세는 약 15만명의 군대를 가지고 있었다. 하지만 아버지였던 페르디난도 2세의 폭정으로 인해 비밀단체들이 활동하고 있었으며, 스위스 출신 용병들도 스위스 국내법 개정으로 인해 본국으로 귀환하였고 남은 것은 신용할 수 없는 자국군뿐이었다. 1860년 4월, 메시나와 팔레르모에서 반란이 발생하였고, 반란군은 손쉽게 승리를 거두었다.
가리발디는 자신의 지지자들을 이끌고 프랑스로부터 니스를 되찾으려 하였다. 카보우르는 가리발디가 프랑스와 전쟁을 벌이려는 것을 막기 위해 시칠리아의 반란을 지원해달라고 설득하였다. 1860년 5월 6일, 가리발디는 천명의 군대를 이끌고 출발하여, 시칠리아섬 서부해안가의 마르살라 근방에 위치한 탈라모네(Talamone)에 도착하였다.
가리발디의 군대는 시칠리아 반군 패전병들과 합류하여 5월 13일에 정규군을 격파한다. 3일만에 부대원 수는 4천명에 이르렀고, 5월 14일에 가리발디는 비토리오 에마누엘레 2세의 이름으로 시칠리아섬을 통치하겠다고 선언한다. 여러 군대에서 격전을 치른 끝에, 주도인 팔레르모에 도착하였다. 5월 27일 팔레르모에 위치한 테르미니 항구를 둘러싼 공방전이 시작되었고, 시내에서는 시가전이 벌어졌다. 나폴리의 장군인 페르디난도 란차(Ferdinando Lanza)가 이끄는 25,000명의 군대는 반란을 진압하기 위해 팔레르모 시를 포격하였다. 하지만 영국 해군의 개입으로 인해 휴전이 선포되었고, 나폴리 군대는 철수하였고 팔레르모 시는 가리발디에게 항복한다. 이 사건으로 인해 가리발디는 이탈리아 사람들에게 널리 알려지게 되었고, 국가적인 영웅으로 떠오른다. 반면 양시칠리아 왕국 정부는 충격과 혼란에 빠진다.
팔레르모가 함락된 지 6주 후, 가리발디는 메시나를 공격하였고, 1주일 뒤에 항복을 받아낸다. 시칠리아 정복을 마친 후, 가리발디는 메시나 해협을 건너 이탈리아 본토로 원정을 떠난다. 칼라브리아주의 군대는 곧 항복하였으며, 가리발디는 군중들의 환영을 받으면서 큰 저항을 받지 않고 북쪽으로 진격하였다. 가리발디는 8월 말에는 코센차, 9월 5일에는 살레르노근처의 에볼리(Eboli)까지 진격하였다. 한편 나폴리는 계엄령을 선포하였고, 9월 6일에 프란체스코 2세는 4천명의 군대와 함께 후퇴한다. 그 다음날 가리발디는 기차를 타고 민중들의 환영을 받으며 나폴리에 입성한다.

### 나폴리의 패배
비록 가리발디가 쉽게 수도를 차지하였다고 해도, 나폴리 군대는 일단 반란에 가담하지 않고, 볼투르노강을 끼고 굳건히 지키고 있었다. 가리발디의 비정규군 25,000여 명은 왕을 몰아내거나 카푸아와 가에타의 요새를 사르데냐 군의 도움 없이 차지할 수 없었다.
그러나 이때에 사르데냐 군은 이탈리아반도의 중심을 차지하고 있는 교황령의 국경에 도착했다. 성좌의 정치적 결의를 무시하고, 가리발디는 교황 비오 9세가 있는 로마에서 "이탈리아 왕국"을 선언하려는 그의 의도를 발표하였다. 이를 로마 교황청의 세속 영토에 대한 위협으로 보고, 비오 9세는 이러한 노력에 대한 후원을 하는 자들을 파문하겠다고 위협하였다. 이것을 두려워한 가리발디는 로마를 공격하려 했고, 로마 가톨릭교회 측에서는 전 세계로 자금을 보내 자원자를 모아 교황군을 조직하여, 프랑스의 장군 루이 라모리시에르를 사령관으로 삼았다.
이탈리아반도의 안정은 멀리 떨어져 있는 루이 나폴레옹에게 달려 있었다. 만약 프랑스 황제가 가리발디를 가만히 놔둔다면, 로마는 교황의 임시 통치가 끝나고 이탈리아의 수도가 될 것이다. 그러나 나폴레옹은 사르데냐의 왕을 놔두고, 나폴리, 움브리아와 다른 주들을 차지하고, 로마를 "성 베드로의 재산"으로 손을 대지 않고 그대로 두기로 카부르와 합의하였다.
이러한 상황하에서 사르데냐 군대는 판티와 치알디니의 지휘로 교황령의 국경까지 진군하였고, 이들의 목표는 로마가 아니라 나폴리였다. 라모리시에르가 지휘하는 교황군은 치알디니와 교전을 하였다. 이 교전에서 치알디니의 사르데냐군이 승리하였고 안코나의 성채를 포위하였다. 교황군은 마침내 9월 29일에 항복하였다. 10월 9일에는 비토리오 에마누엘레 2세가 도착하였고 통치권을 인수하였다. 이제 더 이상 그에게 대항하는 교황군은 없었고, 남쪽으로 나아가는 행군에는 저항하는 자가 없었다.

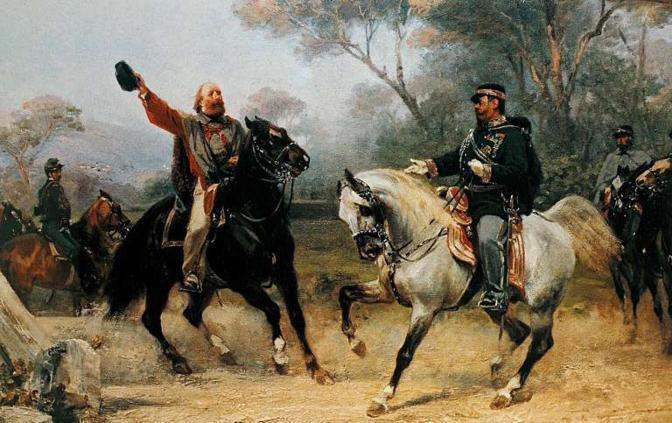
테아노 근처에서 가리발디를 만난 비토리오 에마누엘레 2세

가리발디는 내각에 참여하고 있는 카부르를 신용하지 않았고, 특히 가리발디의 고향인 니스를 프랑스가 병합한 것에 대해서의 카부르의 역할 때문에 신용하지 않았다. 그렇지만, 그는 비토리오 에마누엘레의 통치를 인정하였다. 왕이 군대의 선두로 세사 오룬카에 들어갈 때, 가리발디는 자진해서 독재권을 넘겨주었다. 비토리오 에마누엘레가 테아노에서 이탈리아의 왕이 된 것을 환영받은 뒤에, 가리발디는 나폴리에 입성할 때 왕 다음으로 들어갔다. 가리발디는 이탈리아반도의 통일을 비토리오 에마누엘레에게 맡기고 사르데냐주에 있는 카프레라섬으로 물러났다.
사르데냐 군의 진군은 프란체스코 2세가 볼투르노 강에서 주둔하는 것을 포기하게 하였고, 결국 가에타의 성채로 군대를 피난시켜야 했다. 프란체스코의 단호한 젊은 부인인 마리아 소피아 디 바비에라 왕녀 덕분에 그는 용기를 얻고, 굳건한 방어 태세를 갖추고 세달동안 버텼다. 그러나 유럽의 동맹국들은 그를 원조하는 것을 거부하여 음식과 군수품은 모자르게 되었고, 병이 발생하였다. 그리하여 수비병은 항복하게 되었다. 그럼에도 불구하고, 프란체스코에 충성스러운 나폴리의 서민계층은 몇 년간 이탈리아 정부에 대항하여 투쟁하였다.
가에타 성채의 함락으로 통일 운동은 성공 직전까지 왔다. 이탈리아의 통합에는 오직 로마와 베네치아만이 남았다. 1861년 2월 18일에 비토리오 에마누엘레는 토리노에서 첫 번째 이탈리아 의회의 대의원들을 소집하였다. 1861년 3월 17일, 의회는 비토리오 에마누엘레 2세를 이탈리아의 왕으로 공표하였고, 3월 27일에 로마를 이탈리아의 수도로 선언하였다. 3개월 후인 1861년 6월 6일에 카부르는 건국하는 과정에서 얻은 과로로 사망하였다. 카부르가 마지막 예배에 참여했을 때, "이탈리아는 만들어졌다. 모든 것은 안전하다."라는 유명한 말을 하였다.

### 로마 문제
마치니는 군주제 정부의 영속화에 불만을 품고 공화국 이행으로의 선동을 계속하였다. "알프스부터 아드리아해까지의 평화"라는 모토로 하여 통일운동은 로마와 베네치아를 주목하였다. 여기에는 장애가 있었다. 로마 교황의 영토에 대한 도전은 전 세계의 기독교인에게 대단한 불신으로 보였을뿐만 아니라 프랑스군이 로마에 주둔하게 되었다. 비토리오 에마누엘레는 교황령을 공격하는 것에 대한 국제적 반향을 조심스러워 하여, 이러한 의도로 혁명 활동에 참여하는 것으로 그의 국민들을 실망시켰다.
그럼에도 불구하고, 가리발디는 만약 로마를 공격한다면 정부가 그를 도와줄 것이라고 믿었다. 가리발디는 국왕의 무반응에 좌절하고, 그에 대한 것이 푸대접으로 가득찬 것을 눈치채고서는 새로운 모험을 감행하였다. 1852년 6월, 그는 제노바에서 출발하여 팔레르모에 기항하여 군사행동을 위한 자원자를 Roma o Morte (로마 아니면 죽음)이라는 슬로건 하에 모집하였다. 국왕의 명령에 충성적인 메시나의 수비대는 본토로 향하는 가리발디의 통과를 막았다. 이제 총 2천에 달하는 가리발디의 군대는 남쪽으로 기수를 돌려 카타니아로 향하였다. 가리발디는 로마에 승리자로 입성하거나 그렇지 않으면 성벽 아래에서 죽을 것이라고 선언하였다. 8월 14일에 그는 멜리토에 상륙하여 칼라브리아 지방의 산지로 행군하였다.
이러한 노력의 지원은커녕, 이탈리아 정부는 매우 비난하였다. 치알디니 장군은 팔라비치노가 이끄는 정규군 일부를 급파하여 가리발디의 지원부대에 맞서게 하였다. 8월 28일, 양 군은 아스프로몬테에서 조우하였다. 정규군 가운데 하나가 우연히 총을 발사하였고, 뒤이어 일제사격이 이어졌다. 하지만 가리발디는 이탈리아의 같은 국민이기 때문에 응사를 하지 말 것을 군대에게 명령하였다. 의용군은 몇 명의 사상사가 발생하였고, 가리발디 자신도 부상당하였고, 많은 이들이 포로로 붙잡혔다. 가리발디는 트렌티노알토아디제주의 바리그나노에서 강도에게 붙잡혔고, 잠시 교도소에 수감되었지만 곧 풀려났다.
그동안 비토리오 에마누엘레는 교황령을 얻기 위한 안전한 방법을 모색하고 있었다. 1864년 9월, 비토리오 에마누엘레는 나폴레옹 3세와의 9월 협정을 통해 로마에 주둔하고 있는 프랑스군의 이동에 관하여 협상하였다. 이를 통해 나폴레옹 3세는 2년 안에 프랑스군이 철수한다는 데에 동의하였다. 교황은 그동안 군사력을 확장하여 자부심 강한 군대로 만들었다. 1866년 12월, 로마에 마지막으로 남아있던 프랑스군의 철수가 이루어졌지만, 그럼에도 불구하고 로마에 대한 교황의 영향력은 계속 유지되었다. 프랑스군의 철수로 이탈리아는 아마도 천년 만에 처음으로 타국의 군대가 존재하지 않게 되었다.
1865년에 정부는 수도를 예전 사르데냐 왕국의 수도였던 토리노에서 최초의 이탈리아 의회가 소집된 피렌체로 옮겼다. 이는 토리노에서 새로운 수도로 급히 떠나는 것처럼 보여 여러 혼란이 일어나기도 하였다.

## 제3차 독립전쟁
1866년의 프로이센-오스트리아 전쟁 동안, 오스트리아는 프로이센과 독일 연방내의 주도권을 둘러싸고 경쟁을 벌였다. 이탈리아 왕국은 오스트리아의 지배하에 있는 베네치아를 획득할 기회를 엿보고 있었기에 프로이센과 동맹을 맺었다. 오스트리아는 이탈리아 정부에 베네치아를 교환하는 조건으로 내정불간섭을 걸고 설득하려 하였다. 하지만 4월 8일, 이탈리아와 프로이센은 이탈리아가 베네치아를 얻는 데에 프로이센이 지원한다는 것에 대한 협정을 맺고, 6월 20일에 오스트리아에 선전포고를 하였다. 이탈리아의 통일에 있어서 프로이센-오스트리아 전쟁은 1848년의 제1차, 1859년의 제2차에 이은 제3차 독립 전쟁으로 불린다.
비토리오 에마누엘레는 베네치아를 공격하기 위해 민치오를 통과하여 가도록 군대를 재촉하였다. 그동안 가리발디는 알프스의 사냥꾼이라 불리는 그가 조직한 특수군을 이끌고 티롤을 공격하였다. 결국 이 모험은 재앙으로 치달았다. 6월 24일, 이탈리아 군은 오스트리아와 베네치아 군과 조우하여 벌어진 쿠스토차 전투에서 패하였다. 7월 20일, 이탈리아 왕국 해군은 아드리아해에 위치한 리사에서 오스트리아 해군과 베네치아 해군과 전투를 벌여 보유한 선박의 대부분이 침몰당하는 패배를 당하였다. 하지만, 이탈리아의 운이 모두 안 좋았던 것은 아니었다. 다음 날, 가리발디의 군대는 베체카 전투에서 오스트리아 군을 패퇴시키고 트렌토로 향하였다.
한편, 프로이센의 수상인 비스마르크는 전쟁에서 승리하여 7월 26일에 오스트리아와 정전 협정을 조인하였다. 이탈리아는 8월 12일에 공식적으로 전쟁을 종료하였다. 성공적인 전과를 올린 가리발디는 불려가 "나는 복종한다."("Obbedisco")라는 간결한 내용의 전문을 읽었다.
이탈리아의 초라한 전적에도 불과하고, 프로이센의 성공으로 인해 프로이센은 오스트리아에게 베네치아를 양도하도록 강요한다. 10월 12일, 비엔나에서 평화 조약이 조인되었는데, 오스트리아의 황제인 프란츠 요제프 1세는 이미 프로이센-오스트리아 전쟁 기간 동안, 베네치아를 내정불간섭의 조건으로 나폴레옹 3세에게 양도한 이후였다. 따라서 10월 19일, 나폴레옹 3세는 프랑스가 사보이아를 합병하는 것을 이탈리아가 묵인한다는 조건으로 베네치아를 양도해 주었다.
비엔나에서의 평화 조약에는 베네치아의 합병은 오직 베네치아인들이 이탈리아 왕국으로의 합병인지 아닌지를 증명하는 국민 투표—10월 21일과 22일에 실시됨— 이후에 이루어져야 한다고 쓰여 있었다. 역사가들은 베네치아에서의 국민투포는 군사적 압력하에 이루어졌을 것이라고 시사한다. 그 이유는 64만 2천 표의 투표 용지 가운데 69표에 해당하는 0.01%만이 합병에 반대한다는 결과가 나왔기 때문이다.
오스트리아 군은 공격한 이탈리아 군에 저항을 했으나 결과는 미비하였다. 비토리오 에마누엘레는 베네치아에 입성하여 산마르코 광장에 경의를 표하는 행동을 보여주었다.

## 로마 점령

### 멘타나와 빌라 글로리
가리발디가 정점에 선 국민당은 여전히 이탈리아반도의 역사적인 수도인 로마를 점거하는 것을 목표로 삼았었다. 1867년, 가리발디는 로마를 얻기 위한 두 번째 시도를 하였지만, 교황군은 프랑스 예비군이 들어와 증원된 상태였기 때문에 가리발디의 빈약한 무장을 한 군대를 멘타나에서 패퇴시켰다. 그 결과, 프랑스 수비대는 1870년 8월에 프로이센-프랑스 전쟁이 발발할 때까지 치비타베키아에 주둔하였다.

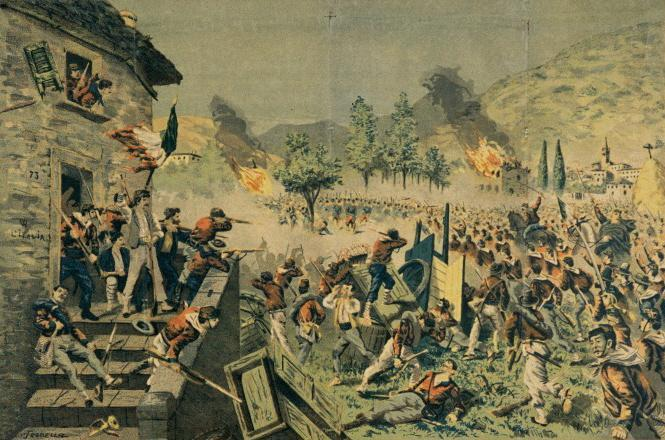
멘타나 전투

멘타나에서의 패배 이전에 엔리코 카이롤리와 그의 동생 지오반니, 그리고 70명의 동료들은 로마를 탈취하려는 모험을 감행하였다. 이들은 테르니에서 배에 승선하여 테베레강에서 내렸다. 이들이 로마에 도착한 것과 동시에 도시 내에서는 봉기가 일어났다. 1867년 10월 22일, 로마 내의 혁명가들은 카피톨리누스 언덕과 콜론나 광장의 통제권을 맡았다. 공교롭게도, 카이롤리와 그의 동료들이 빌라 글로리에 도착했을 때, 로마의 북부 교외에서 봉기가 진압되었다. 1867년 10월 22일의 밤 동안, 교황의 주아브 군에게 포위되었고 지오반니는 심각한 부상을 입었다. 엔리코는 죽을 만큼의 부상을 입었고 지오반니의 품에서 피흘리며 죽었다.
엔리코가 죽은 근처의 빌라 글로리 정상에는 카이롤리 형제와 70명의 동료에게 바치는 평범한 흰색 원주가 서 있다. 스페인 계단 끝에서 왼쪽으로 약 100여 미터에는 조반니가 죽어가는 엔리코를 안고 있는 동상이 있다. 액자에는 카이롤리 형제의 동료 이름이 새겨져 있다. 조반니는 1867년의 비극적 사건에서 입은 부상에서 회복되지 못하였다. 목격자에 따르면 조반니는 1869년 9월 11일에 사망했다고 한다.
Negli ultimi momenti gli parve vedere Garibaldi e fece vista di accoglierlo con trasporto. Udii (così narra un amico presente) che disse tre volte: "L'unione dei francesi ai papalini fu il fatto terribile!" pensava a Mentana. Chiamò più volte Enrico, suo fratello, "perché lo aiutasse!" poi disse: "ma vinceremo di certo; andremo a Roma!"
마지막 순간에, 그는 가리발디의 모습을 보았고 그를 매우 반갑게 맞이하는 듯해 보였다. 내가 듣기로 (그 당시에 있던 친구가 말하길) 그는 세번 말했다고 한다: 첫 번째는 "프랑스 연합이 교황의 정치적 지원자라는 것은 끔찍한 일이다!"인데, 그는 멘타나 전투에 대해 생각하고 있었다. 두 번째로 그는 그를 도울 수 있는 엔리코를 여러번 불렀고, 마지막으로 이렇게 말했다: "그러나 우리는 확실히 이길 것이다. 우리는 로마에 갈 것이다!"

### 로마의 획득

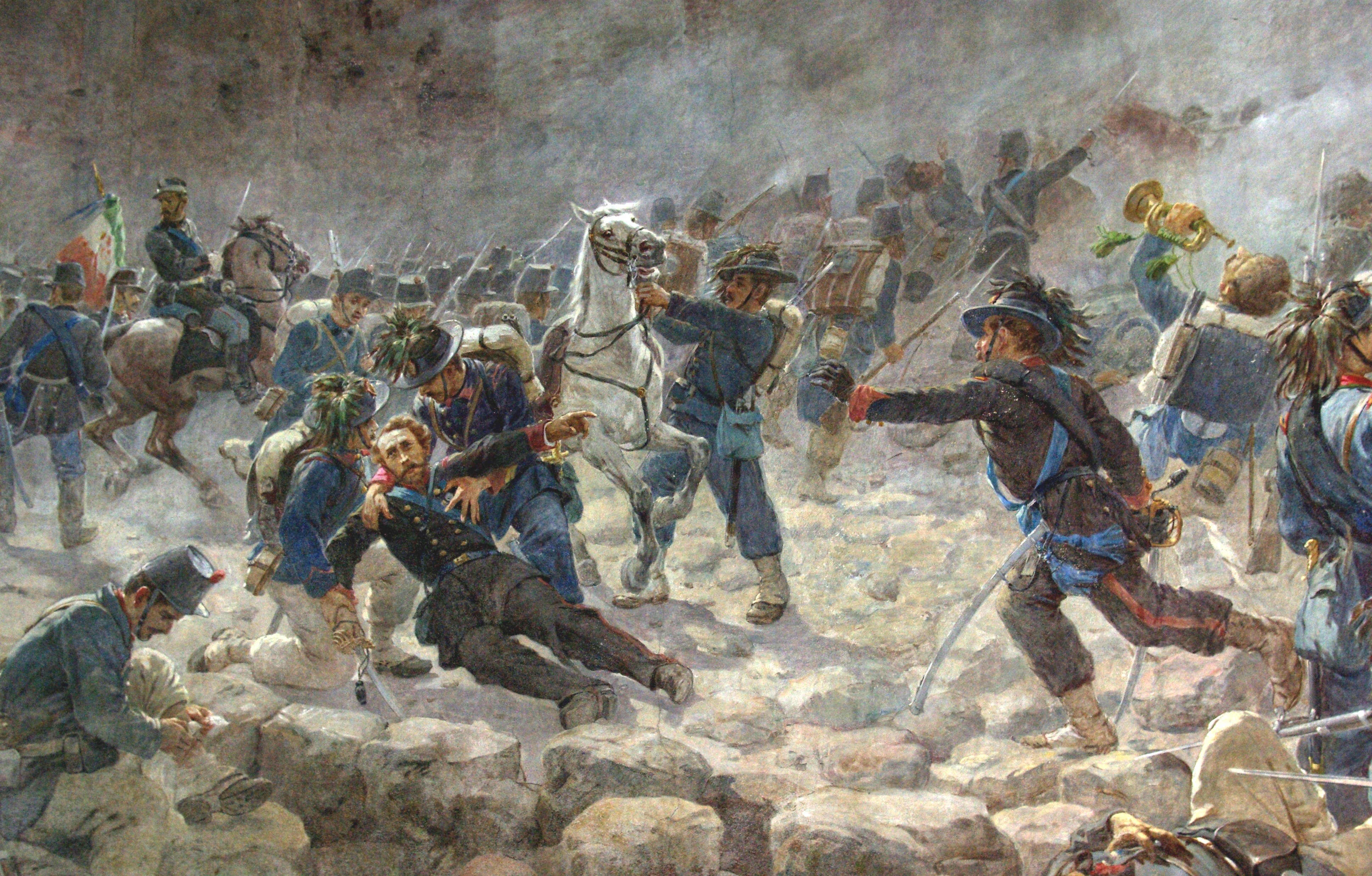
로마 점령

1870년 7월 프랑스-프로이센 전쟁이 발발하자 프랑스의 황제 나폴레옹 3세는 로마의 프랑스 주둔군을 철수시켜 교황령에 대한 보호를 중지하였다. 이로 인해 이탈리아 정부가 로마로 진군하기를 요구하는 대규모 공공집회가 나라 각지에서 일어났다. 이탈리아 정부는 스당 전투로 프랑스 제2제국이 붕괴할때까지 그 어떤 직접적인 행동을 취하지 않았다. 국왕 비토리오 에마누엘레 2세는 이탈리아군이 교황의 보호를 명목으로 로마에 평화적으로 입성하겠다며 비오 10세의 체면을 차려주는 제안을 담은 친서를 구스타보 폰자 디 산 마르티노 남작을 통해 비오 10세에게 보내었다. 하지만 교황청은 이 제안에 미온적인 반응을 보였다. 
1870년 9월 10일 산마르티노가 교황에게 받은 응접은 불친절했다. 게다가 비오 10세는 격정을 참지 못하고 고함을 내질렀다. 국왕의 친서를 테이블에 내던지면서 그는 "대단한 충성심이군! 그대들은 모두 믿을을 요구하는 위선적인 독사들이야!" 그는 아마도 국왕의 다른 친서들에 대한 암시한 것일거다. 조금은 진정하고 그는 강하게 소리쳤다. "나는 선지자가 아니고, 선지자의 아들 또한 아니지만, 그대들은 절대 로마에 입성하지 못할것이오!" 산 마르티노는 대접에 크게 굴욕감을 느껴 다음날 떠났다.

라파엘 카도르나의 지휘를 받는 왕립 이탈리아군은 9월 11일, 교황령의 경계를 넘고 평화로운 입성에 대한 협상을 희망하며 로마를 향해 천천히 진군했다. 이탈리아군은 9월 19일에 아우렐리아누스 성벽에 도달해 로마의 공성을 시작했다. 패배를 피할수 없는 것을 직감했지만 비오 10세는 끝까지 저항하기호 결심해 전 병력에게 총력전을 명령했다. 9월 20일, 3시간 동안의 포격이 포르타 피아 부근의 아우렐리아누스 성벽을 무너뜨리자 베르살리에리가 로마에 입성해 피아가 (Via Pia, 추후 9월 20일가 / Via XX Setembre로 개칭)를 통해 로마 내부로 행진했다.  이탈리아군 병사 49명과 4명의 장교, 그리고 19명의 교황령 병사들이 전사했다. 10월 8일 국민투표를 통해 라티움과 로마가 이탈리아 왕국에 합병되었다. 투표의 결과는 칙령으로 10월 9일에 공시되었다
처음에 이탈리아 정부는 교황이 레오닌 시티를 계속 가지고 있도록 보장법에 제정해 교황에게 협의를 제안했지만, 교황은 조약에 서명하면 이탈리아 왕국의 교황령 점령에 명분이 생기기에 거절했다. 비오 10세는 자신을 바티칸의 죄수로 선언했지만 실제로 신변의 자유를 억제받지는 않았다. 그렇지만 권력 대부분을 빼앗기고 보호수단마저 제한되었기에 만약 로마로 돌아갔다면 이전에는 견해를 숨기고 있던 정적들에게 위협 받았을지도 모른다. 공식적으로 수도는 1871년 7월까지 플로렌스에서 로마로 옮겨지지 않았다.
역사가 라파엘 드 세자레는 이탈리아 통일에 대해 이와 같은 말을 남겼다.

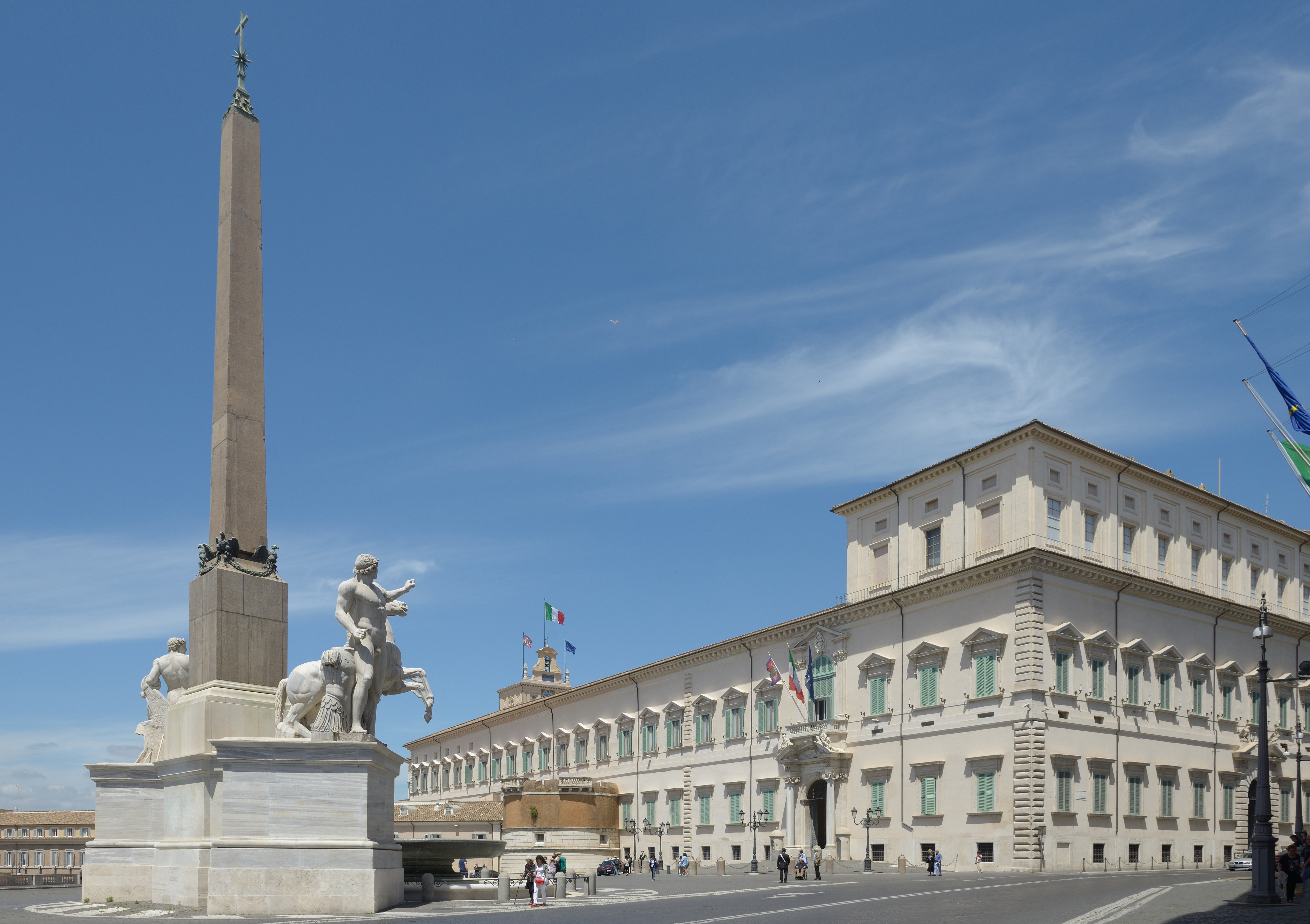
이탈리아의 공식 관저인 로마의 퀴리날레궁. 이탈리아 국왕이 거주하는 왕궁이었으며 1946년 이탈리아 국민투표로 공화국이 된 이후에는 이탈리아 대통령 관저이자 집무실로 사용되고 있다.

로마 문제는 나폴레옹을 결국 파멸의 구렁텅이에 끌고 들어간 다리에 묶인 바위와도 같다. 그는 스당 한달전인 1870년 8월에도 그가 가톨릭 국가의 수장이고 보수파의 표와 성직자의 영향력 덕분에 황제로 즉위해 교황령의 수호라는 책무를 저버리지 못했다.

## 현대의 이탈리아 통일 운동

### 민족 통일주의와 두 번의 세계대전
이탈리아의 민족통일주의는 제1차 세계 대전 중에 트리에스테와 트렌토를 합병하면서 성과를 거두었다. 통일기 이후 동안, 몇몇 이탈리아인들은 이탈리아 왕국의 현 상황에 만족하지 못하였다. 이들은 트레이스테를 포함하여 이스트리아를 비롯한 다른 지역도 얻길 원하였다. 이러한 불만은 결국 이 지역의 합병을 결심하게 된다.
이탈리아 왕국은 전쟁 초기에는 중립을 선언하였는데, 공식적으로는 독일과 오스트리아-헝가리 제국이 선제 공격을 하자 이들과 맺은 삼국 동맹으로 중립을 요구했다는 것이 그 이유였다. 아직도 많은 이탈리아인들은 역사적으로 오스트리아에 적의를 가지고 있었고 민족적으로는 이탈리아의 지역을 점령하고 있었다. 또한 이탈리아는 참전의 뜻이 없었다. 오스트리아-헝가리는 이탈리아의 중립을 요구하였고, 영국, 프랑스, 러시아가 관련된 삼국 협상으로 전쟁이 확대되었다. 1915년 4월에 체결된 런던 조약으로 이탈리아는 미회복지인 프리울리, 트렌티노, 달마티아를 돌려받는 조건으로 동맹국과의 전쟁을 선언하였다.
이탈리아 민족통일주의는 제1차 세계 대전이 끝난 이후에 트리에스테, 고리치아, 이스트리아, 자다르를 획득하는 중요한 결과를 얻었다. 2차 대전 동안 유고슬라비아에 대한 주 공격 이후로 이탈리아는 달마티아 정부(Governatorato di Dalmazia)를 만들었고, 이탈리아 왕국은 일시적으로 스팔레토(스플리트), 카타로(코토르)와 달마티아의 해안지역 대부분을 차지하였었다. 1942년부터 1943년까지는 코르시카(코르스)와 니차(니스)까지 차지하며, 이 기간동안에는 이탈리아 민족통일주의가 거의 완성되는 듯하였다.

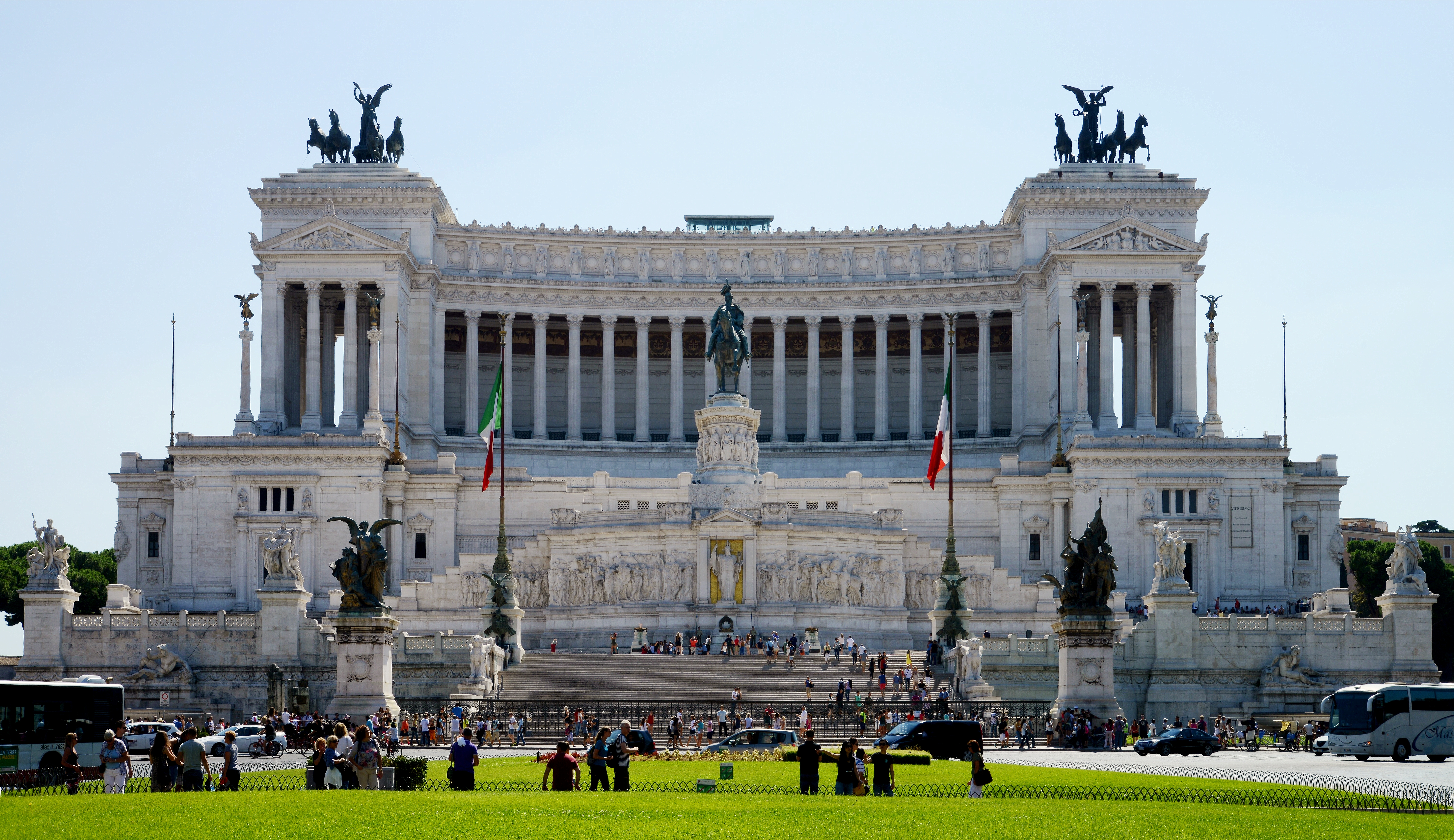
로마에 위치한 비토리오 에마누엘레 2세 기념관. 이탈리아 초대 국왕 비토리오 에마누엘레 2세를 기리고 이탈리아 통일을 축하하기 위해 건립되었다. 국왕 사후인 1878년에 기념관 건립이 결정되어 1882년 카피톨리노 언덕에 부지가 마련되었고, 1884년 28세의 건축가 주세페 사초니의 설계안이 당선되었다. 1885년에 착공되어 1911년에 준공되었으나, 파시스트 시대에 이르러 세부구조가 변경되거나 증축이 이루어졌다.

이 민족통일주의 운동은 이탈리아로 통합된 이후에도 외국의 규칙에 영향을 받는 모든 이탈리아 지역의 해방이라는 공공연한 목적을 가지고 있었다. 민족 통일주의자들은 이들이 해방을 제안한 트렌토, 트리에스테, 달마티아, 이스트리아, 고리치아, 티치노, 니스(니차), 코르시카, 몰타와 같은 외국 지역의 이탈리아 영토에 대한 테스트를 강력히 주장하였다. 오스트리아-헝가리 제국은 크로아티아인들에게 달마티아 지역에 대한 흥미를 불러일으켰고, 이스트리아에서는 이탈리아인의 2차 대전 이전에 발칸반도 서부에서의 이스트리아에 대한 이탈리아의 권리를 약화시켰다.

### 2차 세계 대전 후
제2차 세계 대전이 끝난 후 민족통일주의 운동은 이탈리아 정치에서 사라졌다. 단지 이스트리아와 달마티아에 있는 이탈리아인들만이 2차 대전에서의 이탈리아의 패배와 파시스트의 잔인함에 대한 보복으로 대략 2천명이 학살되었다. 그리고 이에 따른 결과로 이탈리아 국적을 택한 20만~25만 명의 사람들이 이주를 하게 되었다.

### 분리 운동
이탈리아 통일과정은 일반적으로 이탈리아반도에 살고 있는 현대 이탈리아인에게는 대중적으로 잘 알려져 있다. 특히 오스트리아의 통치 종료는 더욱 그렇다. 그러나 19세기에도 반대론자들은 존재했으며 (특히, 병합된 지역의 통치자들) 지방분권주의자들은 오늘날에도 이에 동조하고 있다. 여기에는 두가지 중요한 분리 운동이 있는데, 북부에는 레가 노르드라는 정당이 주도하고 있고, 남부에는 두 시실리 정당이 주도하고 있다. (이전의 선거에서는 5%이하를 얻었고, 지난 2008년의 선거는 전국적으로 10%, 북부에서는 20%에 달했다.) 남부의 분리 운동은 주로 새 정부에 대한 농민 반란으로 귀결된다. 이전에는 국회에서의 몇몇 대표자들에 의해 선출되었다.
이탈리아의 볼차노현 지역은 독일어권 주민이 대다수로 오스트리아와의 통합을 원하는 분리운동이 활발히 이루어진다. 이 분리운동은 2차대전 이후 가장 거센 분리 움직임이다. 분리주의 정당은 여전히 존재하고 있지만, 분리주의 운동은 대개 이탈리아 정부가 상당한 자치권을 인정하면서 진정된다.

## 이탈리아의 통일 진행 과정

1000년 경의 이탈리아
1494년 경의 이탈리아
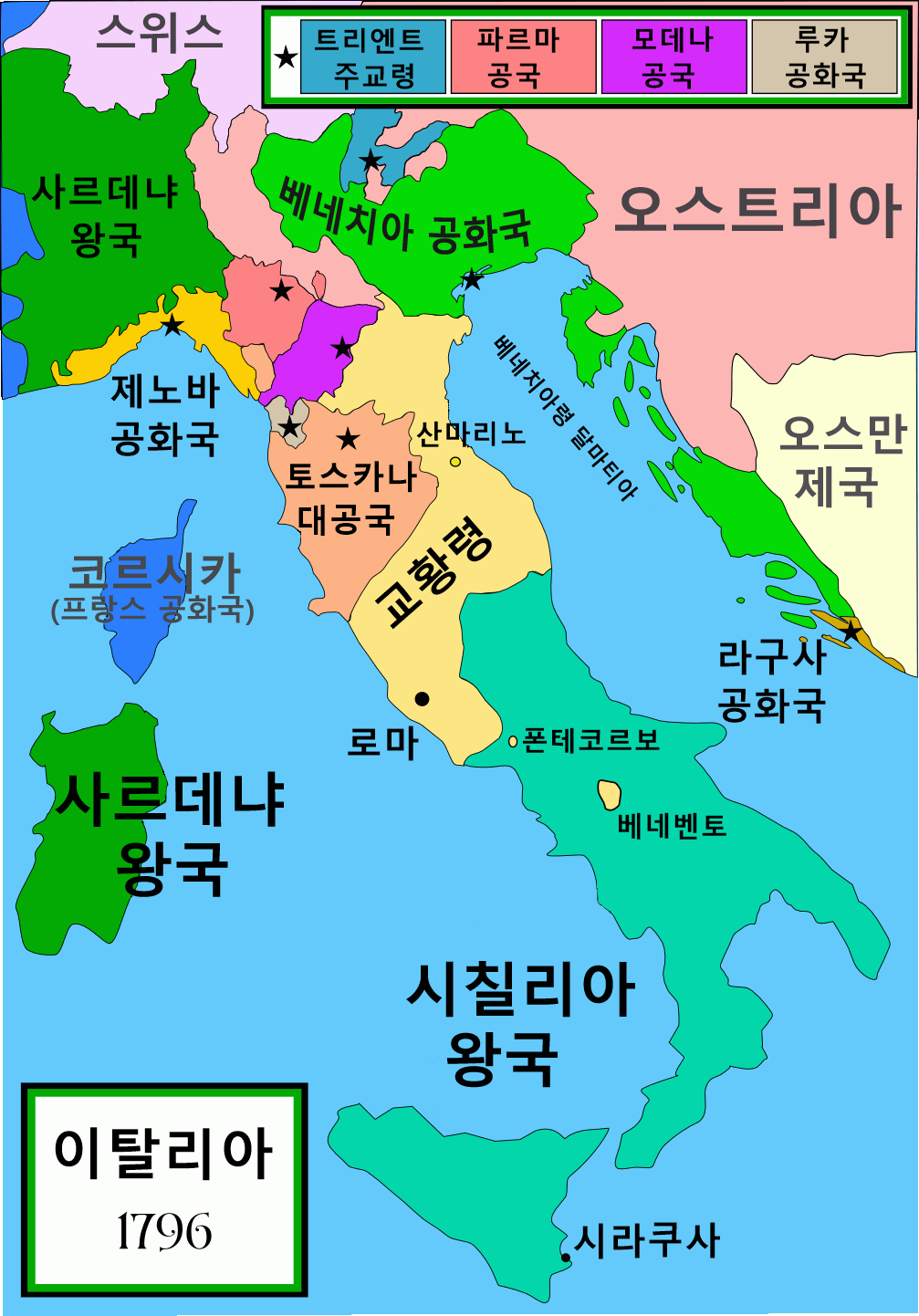
1796년 경의 이탈리아
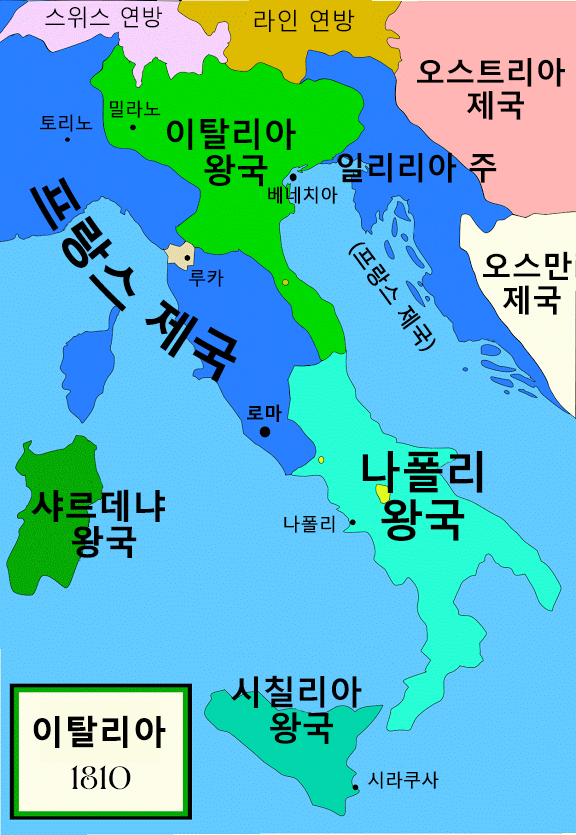
1810년 경의 이탈리아
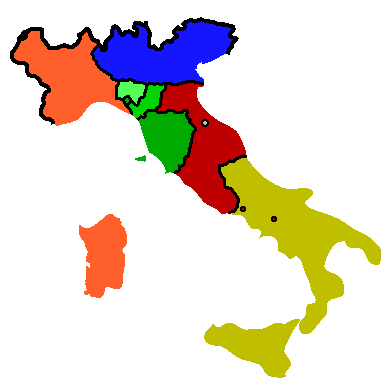
1859년 경의 이탈리아
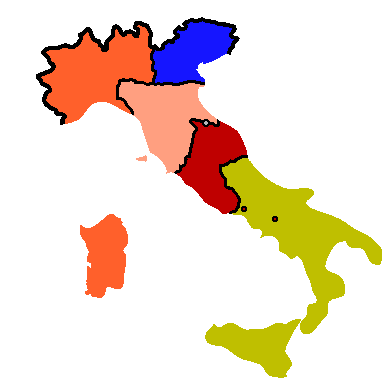
1860년 경의 이탈리아
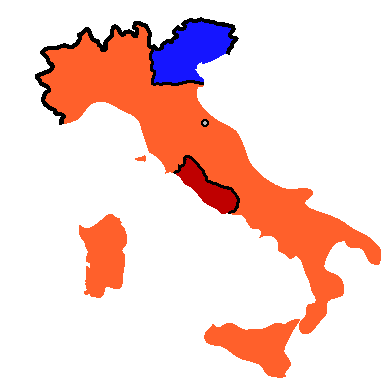
1861년 경의 이탈리아 왕국
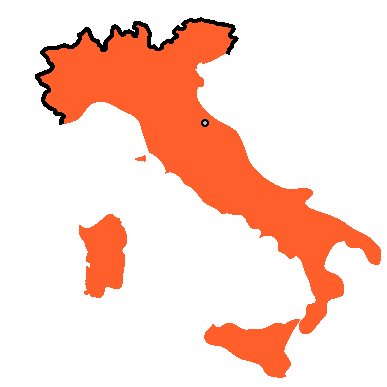
1870년 경의 이탈리아 왕국
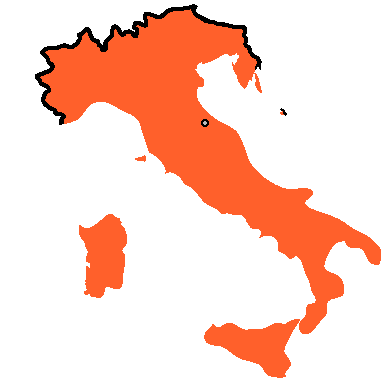
1919년 경의 이탈리아 왕국

## 같이 보기
- 주세페 가리발디
- 주세페 마치니
- 비토리오 에마누엘레 2세
- 카밀로 카보우르